# Bataille de Tamai
Guerre des Mahdistes (1881-1899)
Batailles
- Aba
- El Obeid
- Première bataille d'El Teb
- Deuxième bataille d'El Teb
- Tamai
- Trinkitat
- El Eilafun
- Abu Klea
- Abu Kru
- Khartoum
- Kirbekan
- Hashin
- Tofrek
- Ginnis
- Metemma
- Toski
- Agordat
- Barca
- Tokar
- Serobeti
- Agordat
- Kassala
- Gulusit
- 1er Sebderat
- 2e Sebderat
- Mokram
- Tucruf
- Firkat
- Hafir
- Bedden
- Redjaf
- Abu Hamed
- Atbara
- Omdurman
- Fachoda
- Gedaref
- Roseires
- Umm Diwaykarat

La bataille de Tamai est livrée le 13 mars 1884 au début de la guerre des Mahdistes au Soudan lors de l'expédition Suakin. Après les désastres subis par les forces anglo-égyptiennes (anéantissement de la colonne de Hicks Pacha lors de la Bataille d'El Obeid (25 novembre 1883) et mort de Baker Pacha, avec la perte de 2 400 hommes, six canons et 3000 fusils lors de la Première bataille d'El Teb), les Britanniques sous le général Gerald Graham (en) veulent exploiter sa victoire de la deuxième bataille d'El Teb : une armée britannique s'enfonce dans l'intérieur, et, formée en deux carrés d'infanterie, attaque le campement du chef dervish Osman Digna. Les guerriers soudanais Hadendoa aux cheveux crêpelés (surnommés Fuzzy-wuzzies par Rudyard Kipling, qui consacra un poème à leur courage), se ruent sur leurs ennemis et parviennent à rompre l'un des carrés, malgré la résistance des fameux Highlanders de la Black Watch, et à s'emparer de plusieurs canons de campagne.
Melton Prior (en), un célèbre correspondant de guerre de l'époque, a laissé un croquis réaliste de la bataille de Tamai, vue de l'intérieur du carré d'infanterie (voir illustration).
 On peut y noter : les kilts en tartan foncé porté par les highlanders de la Black Watch - les deux adversaires à terre (le blanc a lâché son fusil Martini-Henry) - les Fuzzy-wuzzies chargeant le carré d'infanterie à la sagaie ou à l'épée - à l'intérieur du carré reconstitué : les officiers à cheval dirigeant le feu, un infirmier tenant son cheval chargé de sa pharmacie, les bêtes de somme (mulets, dromadaires) qui s'affolent, un écossais et un hussard à pied achevant les dervishes qui sont parvenus à pénêtrer dans le carré.
Cependant, la discipline et la puissance de feu des Britanniques leur permettent de redresser la situation, de reprendre leur artillerie et de remporter la victoire. Si les pertes anglaises sont importantes (120 morts, le pire décompte de la campagne), les Mahdistes ont eu 2 000 morts environ.
Mais le but recherché par les Britanniques (rompre le moral des dissidents) ne sera pas atteint, la guerre reprendra de plus belle : le fameux carré d'infanterie britannique sera à nouveau rompu à la bataille d'Abu Klea (1885), et Khartoum tombera le 26 janvier 1885. Kitchener reprendra onze ans plus tard le combat contre les Mahdistes.
Winston Churchill , qui participa lui-même à la lutte contre les Mahdistes à partir de 1898, a décrit dans son livre The River War sous quels mauvais auspices s'était déroulée la campagne du Soudan.